# Ecliptopera mariesii
Ecliptopera mariesii är en fjärilsart som beskrevs av Butler 1881. Ecliptopera mariesii ingår i släktet Ecliptopera och familjen mätare. Inga underarter finns listade i Catalogue of Life.